# Galea musteloides
Cobaye-belette
Espèce
Statut de conservation UICN

 DD  : Données insuffisantes
Galea musteloides est une espèce de rongeurs de la famille des Cavidés. Il fait partie du genre Galea qui regroupe les cobayes à dents jaunes. C'est un petit mammifère terrestre d'Amérique du Sud (Argentine, Bolivie, Chili, Paraguay, Pérou). Il est parfois aussi appelée Cobaye-belette.
L'espèce a été décrite pour la première fois en 1833 par le médecin et naturaliste allemand Franz Julius Ferdinand Meyen (1804-1840).

## Liste des sous-espèces
Selon Mammal Species of the World (version 3, 2005)  (8 févr. 2013) :
- sous-espèce Galea musteloides auceps
- sous-espèce Galea musteloides demissa
- sous-espèce Galea musteloides leucoblephara
- sous-espèce Galea musteloides littoralis
- sous-espèce Galea musteloides musteloides

Selon NCBI (8 févr. 2013) :
- sous-espèce Galea musteloides leucoblephara